# Berthold I. (Abt von St. Blasien)
Berthold I. († 2. August 1141 in St. Blasien) war von 1125 bis 1141 Abt im Kloster St. Blasien im Südschwarzwald.
Er begründete 1126 die Propstei Bürgeln. Das Kloster Berau erblühte unter ihm und seinem Nachfolger.